# Vladimír Nadrchal
Vladimír Nadrchal (* 4. März 1938 in Pardubice, Tschechoslowakei) ist ein ehemaliger tschechoslowakischer Eishockeytorwart, der über zwei Jahrzehnte für ŽKL Brno in der höchsten Spielklasse der ČSSR spielte und mit der tschechoslowakischen Nationalmannschaft an acht Weltmeisterschaften und drei Olympischen Winterspielen teilnahm. Seit dem Ende seiner aktiven Spielerkarriere arbeitet er als Trainer.

## Karriere als Spieler
Nadrchal begann seine Karriere 1950 bei Dynamo Pardubice und durchlief dort die Nachwuchsmannschaften. 1955, im Alter von 17 Jahren, gab er sein Debüt in der höchsten Spielklasse der ČSSR, bevor er zwei Jahre später zu Rudá Hvězda Brno wechselte. Für diesen Verein, der sich später in ŽKL bzw. Zetor Brno umbenannte, spielte Nadrchal bis 1974 und wurde einer der dominierenden Torhüter der Tschechoslowakei. Schon in seiner ersten Saison für Brno gewann er den tschechoslowakischen Meistertitel und wiederholte diesen Erfolg zwischen 1960 und 1966 noch siebenmal. Anfang der 1960er Jahre revolutionierte er das tschechoslowakische Eishockey, als er 1960 aus Kanada eine Torwartmaske mitbrachte und diese als erster auch bei Ligaspielen der Tschechoslowakei trug. Insgesamt spielte er über 500 Partien in 19 Spielzeiten in der ersten tschechoslowakischen Liga, bevor er 1974 zum zweitklassigen Verein TJ Prostějov wechselte und dort 1976 seine Karriere beendete.

### International
Neben seinen Erfolgen auf Vereinsebene war Vladimír Nadrchal in den 1960er Jahren Stammtorhüter der tschechoslowakischen Nationalmannschaft. Er nahm zwischen 1958 und 1968 an acht Weltmeisterschaften teil, bei denen er drei Medaillen gewann. Gleich bei seiner ersten Weltmeisterschaft, 1958, wurde er zum besten Torhüter des Turniers gewählt. Außerdem nahm er an den Olympischen Winterspielen 1960, 1964 und 1968 teil und gewann zwei Medaillen.

## Karriere als Trainer
Nachdem er zum TJ Prostějov gewechselt war, begann er bei ŽKL Brno als Assistenztrainer zu arbeiten. In den 1990er Jahren wurde er auch als Torwarttrainer beschäftigt und betreute unter anderem Karel Lang, František Jelínek, Pavel Nešťák und Adam Svoboda.

## Erfolge und Auszeichnungen
- Tschechoslowakischer Meistertitel 1958 und 1960–66
- Bei Olympischen Winterspielen: 
  - 1960 4. Platz
  - 1964 Gewinn der Bronzemedaille
  - 1968 Gewinn der Silbermedaille
- Bei Weltmeisterschaften:
  - 1961, 1965 Gewinn der Silbermedaille
  - 1959 Gewinn der Bronzemedaille
- Bei Europameisterschaften: 
  - 1961 Europameistertitel
  - 1958, 1964, 1967 Gewinn der Bronzemedaille
  - 1959, 1965, 1968 Gewinn der Silbermedaille
- Aufnahme in die Tschechische Eishockey-Ruhmeshalle